# Thomas Ulrich
Thomas Ulrich, född den 11 juli 1975 i Berlin, Tyskland, är en tysk boxare som tog OS-brons i lätt tungviktsboxning 1996 i Atlanta. På hemmaplan 1995 i Berlin tog han VM-brons i amatör-boxning. 